# 大和青垣国定公園
大和青垣国定公園（やまとあおがきこくていこうえん）は、奈良盆地の東部に発達する丘陵地帯を中心とした国定公園。1970年12月28日に、愛知高原国定公園・揖斐関ヶ原養老国定公園・室生赤目青山国定公園と同時に指定された。全域が奈良県内に位置する。
古くから「山辺の道」と呼ばれてきた街道と「柳生街道」を結ぶ。この一帯は古くから青垣山と呼ばれていたことから、大和青垣の名を冠する。一帯には大神神社、石上神宮、長谷寺、長岳寺、白毫寺など錚々たる名刹、古刹、古墳が多く、純粋な自然景観を目的とした自然公園というより、文化的景観を加味したうえでの公園指定といえ、他の国定公園とは一線を画すものである。

## 概要
- 面積 - 5,742ha(奈良市2,742ha、天理市1,647ha、桜井市1,390ha)[1]
- 関係市町村
  - 奈良県 - 奈良市、天理市、桜井市[1]

## 一帯の著名な文化財
- 大神神社（おおみわじんじゃ）
- 石上神宮（いそのかみじんぐう）
- 長谷寺（はせでら）
- 白毫寺（びゃくごうじ）
- 長岳寺（ちょうがくじ）
- 圓照寺（えんしょうじ）
- 円成寺（えんじょうじ）
- 弘仁寺（こうにんじ）
- 景行天皇陵
- 崇神天皇陵
- 磯城瑞籬宮